# Los Algarrobos (Panama, Chiriquí)
Pour les articles homonymes, voir Los Algarrobos.
Los Algarrobos est un corregimiento situé dans le district de Dolega, province de Chiriquí, au Panama. En 2010, la localité comptait 9 326 habitants.